# Vice-président du Parti communiste chinois
 (signalé en mai 2025).
Si vous disposez d'ouvrages ou d'articles de référence ou si vous connaissez des sites web de qualité traitant du thème abordé ici, merci de compléter l'article en donnant les références utiles à sa vérifiabilité et en les liant à la section « Notes et références ».
- Archive Wikiwix
- Bing
- Cairn
- DuckDuckGo
- E. Universalis
- Gallica
- Google
- G. Books
- G. News
- G. Scholar
- Persée
- Qwant
- (zh) Baidu
- (ru) Yandex
- (wd) trouver des œuvres sur Wikidata

La fonction de Vice-président du Parti communiste chinois (Chinois: 中国共产党中央委员会副主席; pinyin: Zhōngguó Gòngchǎndǎng Zhōngyāng Wěiyuánhuì Fùzhǔxí) a existé de 1956 à 1982, il était le deuxième poste le plus élevé du Parti communiste chinois, après celui de Président.
Ce poste ainsi que celui de Président a été supprimé à l'issue du 12e congrès du parti en 1982, afin d'éloigner l'esprit maoïste du Parti.
Tous les vice-présidents ont été membre du Comité permanent du bureau politique du Parti communiste chinois.

## Liste des Vice-présidents
|                      |       |               |                   |                   |                          |                                                                                               |  |
| Comité central       | Image | Nom           | Durée             | Durée             | Président                | Commentaires                                                                                  |  |
| Comité central       | Image | Nom           | Début de fonction | Fin de fonction   | Président                | Commentaires                                                                                  |  |
| 8ème Comité central  |       | Liu Shaoqi    | 28 Septembre 1956 | 1er Août 1966     | Mao Zedong               | En fonction jusqu'à la Onzième session plénière                                               |  |
| 8ème Comité central  |       | Zhou Enlai    | 28 Septembre 1956 | 1er Août 1966     | Mao Zedong               | En fonction jusqu'à la Onzième session plénière                                               |  |
| 8ème Comité central  |       | Zhu De        | 28 Septembre 1956 | 1er Août 1966     | Mao Zedong               | En fonction jusqu'à la Onzième session plénière                                               |  |
| 8ème Comité central  |       | Chen Yun      | 28 Septembre 1956 | 1er Août 1966     | Mao Zedong               | En fonction jusqu'à la Onzième session plénière                                               |  |
| 8ème Comité central  |       | Lin Biao      | 25 Mai 1958       | 28 Avril 1969     | Mao Zedong               | Elu à la Cinquième session plénière                                                           |  |
| 9ème Comité central  |       | Lin Biao      | 28 Avril 1969     | 13 Septembre 1971 | Mao Zedong               | Seul vice-président et décédé en fonction                                                     |  |
| 10ème Comité central |       | Hua Guofeng   | 7 Avril 1976      | 7 Octobre 1976    | Mao Zedong ↓ Hua Guofeng | Premier vice-président                                                                        |  |
| 10ème Comité central |       | Zhou Enlai    | 30 Août 1973      | 8 Janvier 1976    | Mao Zedong ↓ Hua Guofeng | Décédé en fonction                                                                            |  |
| 10ème Comité central |       | Wang Hongwen  | 30 Août 1973      | 21 Juillet 1977   | Mao Zedong ↓ Hua Guofeng | Membre de la Bande des Quatre, arrêté en Octobre 1976, expulsé en 1977                        |  |
| 10ème Comité central |       | Kang Sheng    | 30 Août 1973      | 16 Décembre 1975  | Mao Zedong ↓ Hua Guofeng | Décédé en fonction                                                                            |  |
| 10ème Comité central |       | Ye Jianying   | 30 Août 1973      | 18 Août 1977      | Mao Zedong ↓ Hua Guofeng | De Octobre 1976 à Juillet 1977, il est le seul vice-président en fonction effective           |  |
| 10ème Comité central |       | Li Desheng    | 30 Août 1973      | 10 Janvier 1975   | Mao Zedong ↓ Hua Guofeng | Démissionne à la Seconde session plénière                                                     |  |
| 10ème Comité central |       | Deng Xiaoping | 10 Janvier 1975   | 7 Avril 1976      | Mao Zedong ↓ Hua Guofeng | Elu à la Seconde session plénière . Démis de ses fonctions à la suite du Mouvement du 5 Avril |  |
| 11ème Comité central |       | Ye Jianying   | 19 Août 1977      | 12 Septembre 1982 | Hua Guofeng ↓ Hu Yaobang | Premier vice-président                                                                        |  |
| 11ème Comité central |       | Deng Xiaoping | 19 Août 1977      | 12 Septembre 1982 | Hua Guofeng ↓ Hu Yaobang |                                                                                               |  |
| 11ème Comité central |       | Li Xiannian   | 19 Août 1977      | 12 Septembre 1982 | Hua Guofeng ↓ Hu Yaobang |                                                                                               |  |
| 11ème Comité central |       | Wang Dongxing | 19 Août 1977      | 29 Février 1980   | Hua Guofeng ↓ Hu Yaobang | Démissionne à la Cinquième session plénière                                                   |  |
| 11ème Comité central |       | Chen Yun      | 18 Décembre 1978  | 12 Septembre 1982 | Hua Guofeng ↓ Hu Yaobang | Elu à la Troisième session plénière                                                           |  |
| 11ème Comité central |       | Zhao Ziyang   | 28 Juin 1981      | 12 Septembre 1982 | Hua Guofeng ↓ Hu Yaobang | Elu à la Sixième session plénière                                                             |  |
| 11ème Comité central |       | Hua Guofeng   | 28 Juin 1981      | 12 Septembre 1982 | Hua Guofeng ↓ Hu Yaobang | Elu à la Sixième session plénière                                                             |  |